# Социализм и религия
Социализм и религия - статья В. И. Ленина впервые опубликована в газете "Новая Жизнь" в №28, 3 декабря 1905 года, под псевдонимом Н. Ленин. 

### Содержание
В начале статьи Ленин отмечает, что современное ему общество, разделенное на рабочий класс и класс капиталистов, это общество - рабовладельческое. Религия в таком обществе: "Религия есть один из видов духовного гнета". Отмечается разница роли религии для разных классов. 
"...рабочих она учит смирению и терпению в земной жизни, утешая надеждой на небесную награду." Капиталистов "Религия учит благотворительности в земной жизни, таким образом предлагая им очень дешевое оправдание для всего их эксплуататорского существования". "Религия есть опиум народа". 
Ленин далее пишет что современный рабочий становится на сторону социализма, для того чтобы освободить рабочего от веры в загробную жизнь, для борьбы за лучшую земную жизнь. Говориться об отношении социалистов к религии: "Религия должна быть объявлена частным делом". Вместе с тем поясняет, что частным делом религия должна стать по отношению к государству, но не по отношению к партии. 
"Всякий должен быть совершенно свободен исповедовать какую угодно религию или не признавать никакой религии, то есть быть атеистом, каковым и бывает обыкновенно всякий социалист". Ленин перечисляет ряд требований к религиозным обычаем и государственным институтам, в конце подытоживая: "Полное отделение церкви от государства - вот те требования, которое предъявляет социалистический пролетариат к современному государству и современной церкви". Осуществить же эти требования должна революция, поддерживая при этом ту часть духовенства, которая сама протестует против старого порядка. 
По отношению к партии религия не есть частное дело. Партия требует полного отделения церкви от государства, чтобы бороться против религии чисто идейным и только идейным оружием, но идейная борьба не частное, а общепартийное дело. 
Далее Ленин поясняет почему социалисты в своей программе не заявляют что они атеисты, а так же почему не запрещают христианам и верующим в бога вступать в партию? 
Поскольку программа партии построена на научном и материалистическом мировоззрении, нужно разъяснение истинных исторических и экономических корней религии. Нужна пропаганда атеизма. Ленин ссылаясь на Энгельса говорит что вероятно нужно следовать его совету, который тот дал немецким социалистом: перевод и массовое распространение французской просветительной и атеистической литературы 18 века. Но пропаганда эта не должна "сбиваться на абстрактную, идеалистическую постановку религиозного вопроса "от разума", вне классовой борьбы. Он отмечает: "...гнёт религии над человечеством есть лишь продукт и отражение экономического гнёта внутри общества". 
В этом и заключается причина почему Ленин не заявляет в своей программе об атеизме, и не запрещают верующим вступать в партию. Он продолжает что они будут проповедовать научное миросозерцание, но не станут выдвигать религиозный вопрос на первое место. Ибо это может только разжечь религиозную вражду, чтобы отвлечь внимание масс от действительно важных и коренных экономических и политических вопросов. 
В последнем абзаце Ленин возлагает надежды на революционный пролетариат который добьётся того, чтобы религия стала действительно частным делом для государства. И где пролетариат, поведёт широкую, открытую борьбу за устранение экономического рабства, истинного источника религиозного одурачивания человечества.